# Tiger & Bunny
Tiger & Bunny (яп. タイガー＆バニー, Taigā Ando Banī, укр. Тигр та Кролик) — аніме-серіал режисера Кеїчі Сато, продюсований компанією Sunrise. Показ серіалу розпочався 3 квітня 2011 року у мережі Tokyo MX, з ретрансляцією у BS11 Digital і MBS.
У серіалі розповідається про футуристичне місто, в якому два супергерої, старомодний Дикий Тигр та молодий Барнабі Брукс-молодший змушені співпрацювати за вказівкою їхнього роботодавця.

## Сюжет
Дія відбувається у вигаданому місті Штернбілд, яке виглядає як футуристичний Нью-Йорк. За 45 років до початку подій почали з'являтися люди з надможливостями, які отримали назву NEXT. Деякі з цих людей стали супергероями. Кожен з міських супергероїв має компанію-спонсора, а їхні костюми прикрашені рекламою реально існуючих компаній. Подвиги супергероїв транслює у прямому ефірі популярне телешоу «Hero TV», яке дає бали за кожний вчинок супергероя, і в кінці сезону підбиває підсумок та проголошує «Короля Героїв».
Історія фокусується на герої-ветерані Котецу Кабурагі, що відомий як «Дикий Тигр». Він отримав нового партнера, молодого хлопця на ім'я Барнабі Брукс-молодший. Барнабі та Котецу важко спрацьовуються, оскільки у кожного з них є власне уявлення про те, як має поводити себе супергерой.

## Персонажі

### Головні герої
Котецу Кабурагі (яп. 鏑木・T・虎徹, Kaburagi T. Kotetsu) / Wild Tiger (яп. ワイルドタイガー, Wairudo Taigā), укр. Дикий Тигр
Сейю: Хіроакі Хірата: Один з основних героїв, супергерой-ветеран, який у боротьбі із злочинністю не зважає на приватну власність, без вагань руйнуючи перешкоди на шляху, за що отримав прізвисько «Руйнівна Справедливість». Наразі він один з найменш популярних героїв міста Штернбілд, через що його компанія прогоріла. Нові роботодавці поставили його у пару до Барнабі, не залишивши йому шансів на інше рішення. Котецу має доньку Каеде, яка, як і більшість мешканців міста, не знає про його таємну професію. Він має можливість збільшувати свої фізичні сили у сотні разів, ефект триває п'ять хвилин у годину. На його новому костюмі розміщена реклама японської іграшкової лінії S.H. Figuarts та японської медійної компанії SoftBank. До лав супергероїв він був залучений супергероєм на ім'я Легенда, який допоміг йому опанувати власну силу. Котецу прихильний до традиційних ідеалів справедливості, покладається на чуття та не зважає на рейтингові бали.
Барнабі Брукс-мол. (яп. バーナビー・ブルックスJr., Bānabī Burukkusu Jr)
Сейю: Масаказу Моріта: Інший головний герой, що отримав прізвисько Кролик від Котецу і був залучений до шоу «Hero TV». Герой-новобранець, який не приховує свою особистість від суспільства, партнер Дикого Тигра у новому сезоні, має ту ж силу, що й він. На відміну від Котецу, більше покладається на стратегію, ніж на чуття. На його костюмі розміщена реклама компанії Bandai та їхніх колекційних карткових ігор «Crusade System». Барнабі — сирота з раннього віку, коли його батьки були вбиті на його очах. У вільний час він проводить власне розслідування, яке привело до таємної організації «Уроборос», що має відношення до смерті його рідних.

### Другорядні персонажі

#### Герої
Каріна Лайл (яп. カリーナ・ライル, Karina Rairu) / Blue Rose (яп. ブルーローズ, Burū Rōzu), укр. Блакитна Роза
Сейю: Мінако Котобукі: Володіє силою холоду. Старшокласниця, яка живе з батьками та прагне діяльністю як герой розкрутити власну кар'єру співачки. Вона також працює піаністкою під справжнім ім'ям. На її дуже вікритому костюмі, який не схвалює батько, вміщена реклама низькокалорійного напою Pepsi NEX, що виробляється в Японії компанією Suntory.
Натан Сеймур (яп. ネイサン・シーモア, Neisan Shīmoa) / Fire Emblem (яп. ファイヤーエンブレム, Faiyā Enburemu), укр. Вогняний Знак
Сейю: Кенджіро Цуда: Яскравий герой з вогняними здібностями, їздить на маневреному спортивному автомобілі. Він — володар власної спонсорської компанії «Helios Energy», його костюм рекламує продукцію компанії Fujitsu.
Кіт Гудман (яп. キース・グッドマン, Kīsu Guddoman) / Sky High (яп. スカイハイ, Sukai Hai), укр. Високе Небо
Сейю: Го Іноуе: Наразі найпопулярніший герой у місті, переможець останнього сезону, володар титулу "Король Героїв. Він може літати, використовуючи ракетний ранець та володіє силою вітру. На його костюмі вміщена реклама філії компанії Bandai — «Tamashii Nations» та сайту онлайн ТБ-трансляцій Ustream.tv.
Антоніо Лопес (яп. アントニオ・ロペス, Antonio Ropesu) / Rock Bison (яп. ロックバイソン, Rokku Baison), укр. Кам'яний Бізон
Сейю: Тайтен Кусунокі: Велетень у зеленій броні, друг Дикого Тигра. Його бізоноподібний костюм рекламує японську мережу барбекю-ресторанів Gyu-Kaku.
Пао-Лінь Хван (яп. ホァン・パオリン, Hwan Paorin) / Dragon Kid (яп. ドラゴンキッド, Doragon Kiddo), укр. Дитя Дракона
Сейю: Марія Ісе: Молода китайська дівчина, озброєна палицею та силою блискавок. Її костюм у китайському стилі рекламує японську продуктову компанію Calbee та японський вебсайт DMM.com.
Іван Карелін (яп. イワン・カレリン, Iwan Karerin) / Origami Cyclone (яп. 折紙サイクロン, Origami Saikuron), укр. Оригамі Циклон
Сейю: Нобухіко Окамото: Молодий герой у костюмі в стилі ніндзя, який більше просуває себе, ніж бореться зі злочинністю, з'являючись на задньому плані трансляцій та фотографій, аби сподобатися спонсорам. Він може повністю копіювати зовнішність та голос людини, але інших сил не має. На його костюмі вміщена реклама вебсайту аніме-товарів «.ANIME».

#### Інші персонажі
Бен Джексон (яп. ベン・ジャクソン, Ben Jakkuson)
Сейю: Кацухіса Хоукі: Перший роботодавець Дикого Тигра і його друг. Був президентом компанії «TopMag». Його компанія збанкрутіла, після чого Джексон став водієм таксі. Допомагав Котецу розібратися із заколотом Маверіка. Наприкінці подій став виконавчим директором «Apollon Media».
Аньє́с Жубе́р (яп. アニエス・ジュベール, Aniesu Jubēru)
Сейю: Юко Каїда: Продюсер «Hero TV». Її найголовніше завдання — підвищувати рейтинги телешоу та задовольняти керівництво та спонсорів, втручаючись у роботу супергероїв.
Каеде Кабурагі (яп. 鏑木 楓, Kaburagi Kaede)
Сейю: Ріна Хідака: Десятирічна дочка Котецу. Має можливості людини-NEXT, копіює силу тієї людини, до якої торкалася востаннє.
Легенда (яп. レジェンド, Rejendo)
Сейю: Юрота Косугі: Перший супергерой Штернбілда. Один з тих, хто залучив Котецу до боротьби із злочинністю. Згодом почав втрачати сили і пішов з героїв. Тяжко переживав відсутність надможливостей, багато пиячив та бив дружину. Батько Юрія Петрова («Лунатика»). Вбитий Юрієм під час родинної сварки.
Александер Ллойдс (яп. アレキサンダー・ロイス, Arekisandā Roisu)
Сейю: Ватару Йокоджіма: Заступник Маверіка у «Apollon Media», найчастіше невдоволений стилем дій Котецу.
Сайто (яп. 斉藤さん, Saitō-san)
Сейю: Хіроші Івасакі: Інженер «Apollon Media», який розробляє костюми для супергероїв. Розмовляє надзвичайно тихим голосом, який перетворюється на надзвичайно голосний під час перемов по радіо.
Саманта Тейлор (яп. サマンサ・テイラー, Samansa Teirā)
Сейю: Йошіко Такемура: Тітка Барнабі, яка приглядала за ним під час дитинства.

### Антагоністи
Альберт Маверік (яп. アルバート・マーベリック, Arubāto Māberikku)
Сейю: Нобухіко Фукуда: Президент та виконавчий директор «Apollon Media», компанії, яка є головним спонсором «Hero TV» та роботодавцем Дикого Тигра і Барнабі. Розслідування Барнабі довело, що він причетний до діяльності «Уроборосу» і вбивства його батьків.
Юрій Петров (яп. ユーリ・ペトロフ, Yūri Petorofu) / Lunatic (яп. ルナティック, Runatikku), укр. Лунатик
Сейю: Коджі Юса: Суддя Адміністрації Штернбілда з юстиції, також відомий як куратор «Hero TV». Він контролює ситуацію по всім питанням, пов'язаним із діяльність шоу, та відповідає за покриття збитків, завданих місту під час затримки злочинців. Встановлено, що він є Лунатиком, людиною NEXT, яка може генерувати синє полум'я сильніше, ніж у Вогняного Знака. Лунатик може широко контролювати це полум'я, стріляючи ним з арбалета чи використовуючи як двигун для польотів.
Джейк Мартінес (яп. ジェイク・マルティネス, Jeiku Marutinesu)
Сейю: Кейджі Фуджівара: Людина-NEXT, член злочинного угрупування «Уроборос», вбивця батьків Барнабі. Знаходиться у тюрмі, де відбуває 250-річний строк. Його товариші загрожують вчинити кілька масштабних терористичних актів у Штернбілді, якщо його не буде звільнено.
Крім (яп. クリーム, Kurīmu)
Сейю: Мічіко Нея: Інший член «Уроборосу», людина-NEXT. Вона керує неживими предметами, додаючи до них локон свого волосся.
Ганс Чакмен (яп. ハンス・チャックマン, Hansu Chakkuman)
Сейю: Кента Міяке: Член «Уроборосу», який не має здатностей людини-NEXT, але фанатично відданий справі організації.
Доктор Ротванґ (яп. ロトワング, Rotowangu)
Сейю: Міцуру Міямото: Вчений, який працював з родиною Брукс. Створив людиноподібних роботів на заміну «застарілим» героям-людям.

## Список серій
| №  | Назва | Дата показу     |
| -- | --- | --------------- |
| 01 | Добре те, що добре закінчується «-Owari Yokereba Subete Yoshi-» (終わりよければすべてよし-)                                                       | 3 квітня 2011   |
| 02 | Добрий початок — половина справи «-Hajime ga Kanjin-» (-はじめが肝心-)                                                                            | 10 квітня 2011  |
| 03 | У кожному жарті є частина правди «-Uso kara Deta Makoto-» (-嘘から出た真実-)                                                                      | 17 квітня 2011  |
| 04 | У страха великі очі «-Anzuru yori, Umu ga Yasushi-» (-案ずるより、産むが易し-)                                                                    | 24 квітня 2011  |
| 05 | Удар по ваганням! «-Atatte Kudakero-» (-当たって砕けろ!-)                                                                                         | 1 травня 2011   |
| 06 | Вогонь — добрий служник, але поганий хазяїн «-Hi wa Jūjun na Shimobe da ga, Ashiki Shujin demo aru-» (-火は従順なしもべだが、悪しき主人でもある-) | 8 травня 2011   |
| 07 | Людина людині вовк «-Ja no Michi wa Hebi-» (-蛇の道は蛇-)                                                                                         | 15 травня 2011  |
| 08 | Будуть інші можливості «-Kanarazu Kikai ga Kuru-» (-必ず機会が来る-)                                                                              | 22 травня 2011  |
| 09 | Запасні гравці і викрадення дитини «-Kawaii Ko ni wa Tabi o Saseyo-» (-かわいい子には旅をさせよ-)                                                 | 29 травня 2011  |
| 10 | Затишшя перед бурею «-Arashi no Mae no Shizukesa-» (-嵐の前の静けさ-)                                                                             | 5 червня 2011   |
| 11 | Жереб кинуто «-Sai wa Nagerareta-» (-賽は投げられた-)                                                                                             | 12 червня 2011  |
| 12 | Стережися змій у траві «-Kusa no Naka ni Iru Hebi ni Youjin seyo-» (-草の中にいる蛇に用心せよ-)                                                   | 19 червня 2011  |
| 13 | Довіра — це дерево, що повільно росте «-Shinrai to Iu Ki wa Ookiku Naru no ga Osoi Ki Dearu-» (-信頼という木は大きくなるのが遅い木である-)        | 26 червня 2011  |
| 14 | Кохання сліпе «-Koi wa Moumoku-» (-恋は盲目-) | 3 липня 2011    |
| 15 | Безмежжя «-Genkai wa Soratakaku ni-» (-限界は空高くに…-)                                                                                          | 10 липня 2011   |
| 16 | Істина на дні колодязя «-Shinjitsu wa Ido no Soko ni Aru-» (-真実は井戸の底にある-)                                                               | 17 липня 2011   |
| 17 | Кров — не водиця «-Chi wa Mizu yorimo Koi-» (-血は水よりも濃い-)                                                                                  | 24 липня 2011   |
| 18 | Менше знаєш — добре спиш «-Shiranu ga Hotoke-» (-知らぬが仏-)                                                                                     | 31 липня 2011   |
| 19 | Виходу немає «-Fukuro no Nezumi-» (-袋の鼠-) | 7 серпня 2011   |
| 20 | Люб'язний та хитрущий «-Kuchi ni Mitsu Ari, Hara ni Ken Ari-» (-口に密あり、腹に剣あり-)                                                          | 14 серпня 2011  |
| 21 | На бога покладайся, а розуму тримайся «-Ten wa Mizukara Tasukuru Mono o Tasuku-» (-天は自ら助くる者を助く-)                                       | 21 серпня 2011  |
| 22 | Незбагненні шляхи небесні «-Jinkan Banji Saiō ga Uma-» (-人間万事塞翁が馬-)                                                                       | 28 серпня 2011  |
| 23 | Біда не приходить одна «-Fukō wa Tandoku dewa Konai-» (-不幸は単独では来ない-)                                                                    | 3 вересня 2011  |
| 24 | Хто не ризикує, той не п'є шампанське «-Koketsu ni Irazunba Koji o Ezu-» (-虎穴に入らずんば虎子を得ず-)                                           | 10 вересня 2011 |
| 25 | Вічне безсмертя «-Eikyū Fumetsu-» (-永久不滅-) | 17 вересня 2011 |